# Columba (missionär)
Columba (även Sankt Columba eller Colum Cille), född 7 december 521, död 9 juni 597, var en irländsk abbot och missionär. Han vördas som helgon inom Romersk-katolska kyrkan med festdag 9 juni.

## Biografi
Columba föddes i Gartan i nuvarande Donegal på Irland. Under denna tid kom många kloster till, och eftersom han var av kunglig släkt fick han en god utbildning. Han studerade vid klostret i Clonard i nuvarande Meath. Klostret i Clonard hade många elever, av dem blev några kända som "de tolv apostlarna" från Irland. De studerade under Sankt Finian av Clonard. Colum blev munk och sedan vigd till präst.
Enligt traditionen uppstod en tvist mellan Colum och Sankt Finnian av Moville om ett psaltarmanuskript år 560. Colum hade själv kopierat manuskriptet i akt och mening att behålla kopian. Finnian propsade på rätten till kopian. Traditionen har förknippat manuskriptet med Columbas Cathach. Dispyten ledde så småningom till slaget vid Cúl Dreimhne år 561, där många män ska ha stupat. En synod samlades, och hotade att exkommunicera Colum, men Brendan av Birr talade till Colums försvar. Följden blev att han fick gå i exil.
Colum själv föreslog att han skulle missionera i Skottland, för att omvända lika många till kristen tro, som de som hade dödats i striden. År 563 seglade Colum till Skottland i en curragh, tillsammans med tolv följeslagare. De gick i land på Iona, där han lovats mark. Iona blev centrum för evangelisationen bland pikterna i Skottland. Columba och hans munkar byggde upp en kommunitet, där gudstjänster och praktiskt arbete intimt hörde samman.
Columbas rykte som helig man ledde snart till hans roll som diplomat, i det att han medlade mellan olika lokala stammar. Han var också känd för att vara en god predikant med ett poetiskt språk. Det finns många legender och historier från denna tid. Columba var energisk i sitt evangeliserande och han grundade många kyrkor i Hebriderna. Klostret på Iona var navet i verksamheten, där man bland mycket annat skolade missionärer och lärde ut läs- och skrivkonsten. Columba var omtalad för sin begåvning med pennan; flera hymner och böner anses vara efter honom. Columba och hans munkar representerade den keltiska kristendomen, som under denna tid främst fanns på Irland och Skottland.
Sankt Columba dog på Iona den 9 juni 597 och begravdes där. Klostret fortsatte att blomstra fram till 800-talet, då vikingarna kom för att plundra och många munkar fick sätta livet till. Klostret fortlevde dock fram till reformationen.